# Lal Bahadur Shastri

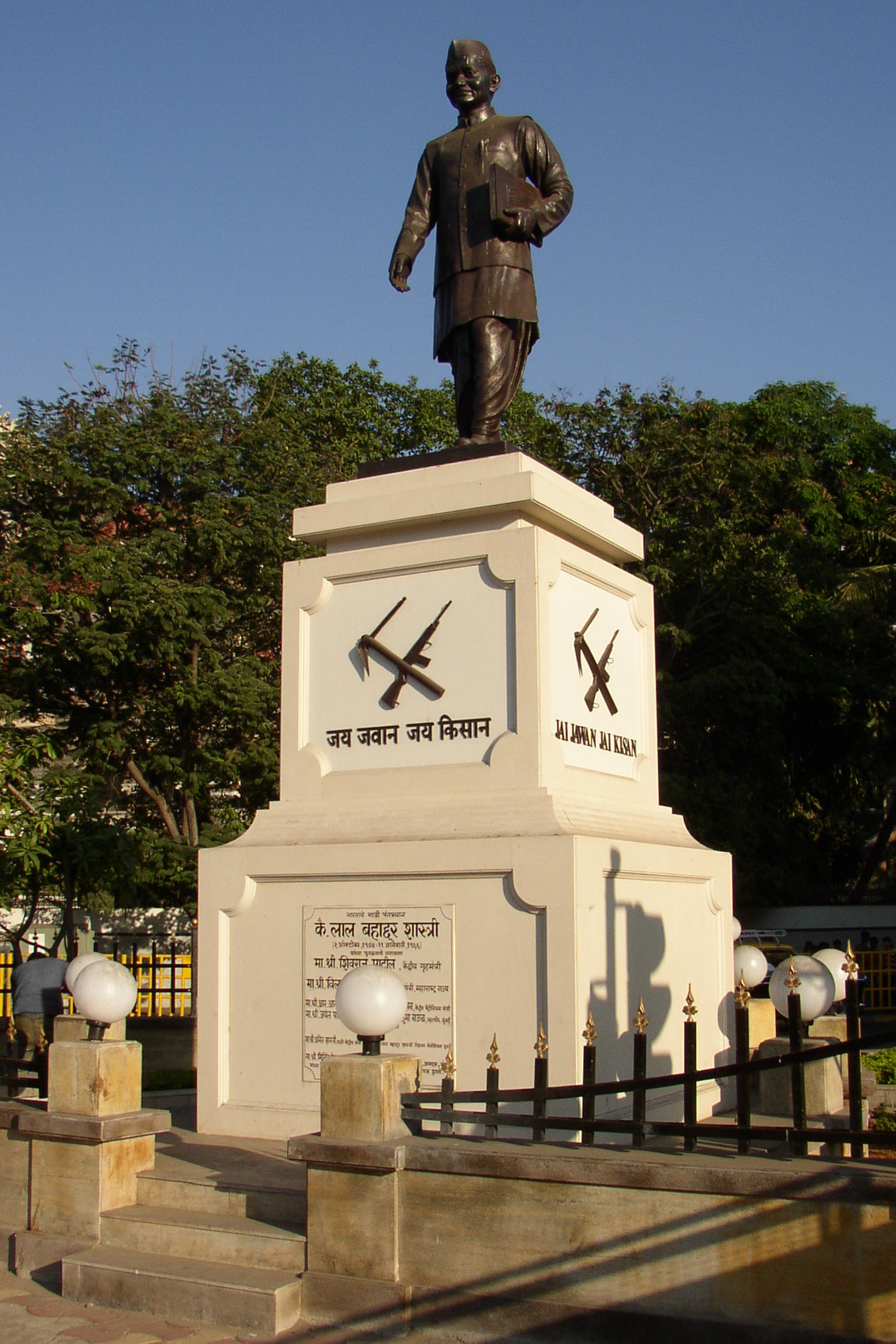
Standbeeld van Lal Bahadur Shastri in Mumbai.

Lal Bahadur Shastri (Devanagari: लालबहादुर शास्त्री Lālbahādur Śāstrī) (Moghalsarai, 2 oktober 1904 - Tasjkent, 11 januari 1966) was een deelnemer in de strijd voor de onafhankelijkheid van India en de tweede premier sinds de onafhankelijkheid.
Lal Bahadur brak in 1921 zijn studie af om zich aan te sluiten bij de campagne van de burgerlijke ongehoorzaamheid van Mahatma Gandhi. In 1926 werd Shastri achter zijn naam gezet. Hij bracht bijna negen jaar in de gevangenis door, waarvan de meeste jaren aan het begin van de Satyagraha-beweging van 1940 tot 1946.
Na de onafhankelijkheid werd hij minister van Politiezaken en vanaf 1951 secretaris-generaal van de Lok Sabha, om vervolgens opnieuw minister te worden, ditmaal van Spoorwegzaken. Na de verkiezingen kwam hij terug als Minister voor Verkeer en in 1961 werd hij minister van Binnenlandse zaken. Op 22 januari 1964 trad hij als minister zonder portefeuille opnieuw toe tot het kabinet. Op 2 februari werden zijn bevoegdheden neergelegd in een decreet van president Sarvepalli Radhakrishnan: hij nam alle bevoegdheden op zich van het Ministerie van Buitenlandse Zaken, het Atoomministerie en het Regeringssecretariaat, bevoegdheden die eerst premier Jawaharlal Nehru hadden toebehoord.
Met het overlijden van premier Jawaharlal Nehru tijdens zijn ambtstermijn op 27 mei 1964 ontstond er een machtsvacuüm. Op 27 mei werd voorlopig Gulzarilal Nanda voorgesteld als premier van India. De leidende personen van de Congrespartij vonden echter te weinig steun, zodat Shastri als compromiskandidaat met minder aanzien op 9 juni 1964 gekozen werd tot premier.
Het hoofdprobleem was Pakistan, daarna het Indiaas-Pakistaanse grensgebied en vervolgens Jammu en Kasjmir. De Tweede Kasjmiroorlog begon en de Indiase strijdkrachten bereikten Lahore voordat het tot een wapenstilstand kwam.
In het debat over de status van Tibet in de VN koos hij een andere opstelling dan zijn voorganger Nehru en bij VN-resolutie 2079 in 1965, de derde over deze kwestie in een paar jaar tijd, stemde India ditmaal wel voor.
In januari 1966 had Shastri een ontmoeting met Muhammad Ayub Khan op een top in Tasjkent die georganiseerd was door Aleksej Kosygin. Shastri ondertekende de Declaratie van Tasjkent op 10 januari en overleed de dag erna aan een hartinfarct. Hij ontving postuum de Bharat Ratna, de hoogste Indiase orde. Er werden verschillende herinneringsmonumenten voor hem opgericht, waaronder in Delhi en Mumbai.
- Bibliothèque nationale de France: cb124115526 (data)
- CiNii: DA18046056
- Gemeinsame Normdatei: 119177277
- International Standard Name Identifier: 0000 0000 6316 6420
- Library of Congress Control Number: n80056934
- National Archives and Records Administration: 10581209
- Nationale Bibliotheek van Tsjechië: jx20070227004
- Nationale bibliotheek van Australië: 35493618
- Nationale Bibliotheek van Israël: 987007273062605171
- Nederlandse Thesaurus van Auteursnamen: 075262924
- SNAC: w69k6pj6
- Système universitaire de documentation: 033228124
- Trove: 973197
- Virtual International Authority File: 3274970
- WorldCat: E39PBJgt69HjjMBJmjV4XPyfMP

Jawaharlal Nehru · Gulzari Lal Nanda · Lal Bahadur Shastri · Indira Gandhi · Morarji Desai · Chaudhary Charan Singh · Rajiv Gandhi · Vishwanath Pratap Singh · Chandra Shekhar · Narasimha Rao · Atal Bihari Vajpayee · Haradanahalli Dodde Deve Gowda · Inder Kumar Gujral · Manmohan Singh · Narendra Modi